# سسکک بال‌راه‌راه
سسکک بال‌راه‌راه (نام علمی: Prinia familiaris) نام یک گونه از سرده سسکک است.